# Яворський Олекса Якович
Оле́кса Якович Яво́рський  (25 березня 1896, с. Котузів — 11 квітня 1987, Торонто) — український громадсько-політичний діяч, військовик і правник. Поручник УГА, діяч УВО, адвокат, в'язень концтабору Береза-Картузька

## Життєпис
Родом із с. Котузів Підгаєцького повіту (тепер Теребовлянський район Тернопільської області), що в Західній Україні.
Навчався в державних гімназіях у містах Бережани і Бучач. В роки Першої світової війни воював в лавах австро-угорської армії на російському, румунському та італійському фронтах. Потрапив у польський табір для інтернованих, звідки втік, й через Чехію, Австрію та Угорщину дістався Галичини. Там зголосився до рядів Української Галицької Армії, з якою після боїв під Бережанами й Перемишлянами відійшов за Збруч.
Брав учать у боях з більшовиками, а під Брацлавом — з денікінцями. Взимку 1919-20 років, перебувши тиф, на чолі власного повстанського загону долучився до Армії УНР. З нею пройшов весь бойовий шлях, як поручник на фронті, а згодом — як комендант підпілля Окремої кінної дивізії.
Українському таємному університеті (1921—1925). Здобув ступінь магістра права після навчання в Ягеллонському університеті (1925—1929).
У 1922—1939 роках був головою філії товариства «Сокіл» у Підгаєцькому повіті. Мав свою адвокатську канцелярію в Підгайцях (1935—1939).
Голова повітового комітету УНО в Підгайцях і посол від УНДО до Варшавського сейму у виборах 1928 і 1930-их років.
Діяльний в кооперації й «Просвіті».
На еміграції в Канаді.